# Jorge Reyes (musicista)
Jorge Reyes (Uruapan, 1952 – Città del Messico, 7 febbraio 2009) è stato un musicista messicano.
Il suo stile è una fusione di musica etnica e ambientale che vorrebbe rievocare i rituali delle tribù sudamericane preispaniche. I suoi brani sono spesso incentrati sul campionatore, strumento che ha adottato per riprodurre i suoni di strumenti precolombiani, percussioni e voci.

## Biografia
Dopo aver studiato presso la facoltà di musica dell'Università nazionale autonoma del Messico, si spostò ad Amburgo, dove studiò improvvisazione jazz e, successivamente, in Medio Oriente e nello Sri Lanka, luogo dove studiò percussioni e musica indiana tradizionale. Sebbene avesse già suonato negli anni settanta in alcuni gruppi progressive, esordì da solista soltanto nei primi anni ottanta con Ek-Tunkul del 1983, a cui seguirono A La Izquierda Del Colibrí (1986), una collaborazione con Antonio Zepeda che ricevette una menzione onorifica dall'Accademia delle scienze dell'URSS, e Comala (1986), considerato un capolavoro della musica elettroacustica. In seguito ha pubblicato, fra gli altri, UAISCM4:Tlaloc (1991), con Francisco López, El Costumbre (1993), a cui hanno preso parte degli indiani Huicholes, e due album nei Suspended Memories: un progetto condiviso con l'amico di lunga data Steve Roach e Suso Sáiz. Nel 1991 Reyes ha organizzato il primo Encuentro de Músicas Visuales insieme all'Università nazionale autonoma del Messico, che è poi divenuto un evento annuale. L'artista è stato anche attivo nella musica per il cinema come conferma la colonna sonora di La otra conquista (1999) e ha fatto parlare di sé grazie ai suoi concerti tenuti in siti archeologici come quelli di Teotihuacan, Malinalco e Templo Mayor. È morto nel 2009 a causa di un infarto a 58 anni.

## Discografia

### Album in studio

#### Da solista
- 1983 – Ek-Tunkul
- 1987 – Viento de Navajas
- 1989 – Niérika
- 1989 – Comala
- 1990 – Prehispanic
- 1991 – Bajo El Sol Jaguar
- 1993 – El Costumbre
- 1994 – The Flayed God
- 1996 – Mort Aux Vaches
- 1996 – Prehispanic Rituals
- 2006 – Michoacán: Un Paisaje Sonoro
- 2012 – Dioses Olvidados

#### Collaborazioni
- 1986 – A La Izquierda Del Colibrí (con Antonio Zepeda)
- 1990 – Crónica De Castas (con Suso Sáiz)
- 1991 – UAISCM4:Tlaloc (con Francisco López)
- 1995 – Música Y Canto Ceremonial Huichol / Mother Eagle Kaili Huichol Sacred Music (con Sauleme de la Cruz Santiago)
- 2000 – Vine ~ Bark & Spore (con Steve Roach)
- 2002 – Pluma De Piedra (con Piet Jan Blauw)
- 2006 – Ciudad De México Y Chiapas: Dos Paisajes Sonoros (con Peter Avar)
- 2008 – Ethnoaural (con Barbelo)
- 2014 – The Ancestor Circle (con Steve Roach)

### Colonne sonore
- 1999 – La otra conquista

### Nei gruppi

#### Negli Al Universo
- 1979 – Al Universo

#### Nei Chac Mool
- 1980 – Nadie En Especial
- 1981 – Sueños De Metal
- 1982 – Cintas En Directo
- 1984 – Caricia Digital

#### Nei Nuevo Mexico
- 1975 – Hecho En Casa
- 1979 – Grupo Nuevo Mexico Vol II

#### Nei Suspended Memories
- 1992 – Forgotten Gods
- 1994 – Earth Island